# George Bonhag
George Bonhag (né le 31 janvier 1882 à Boston - mort le 30 octobre 1960 à New York) est un ancien athlète américain.

## Palmarès

### Jeux olympiques d'été
- Jeux olympiques d'été de 1908 à Londres,  Royaume-Uni
  -  Médaille d'argent du 3 miles par équipes
- Jeux olympiques d'été de 1912 à Stockholm,  Suède
  -  Médaille d'or du 3000 m par équipes